# Championnat du Sénégal de football 2001-2002
Navigation
Saison 2000-2001 Saison 2002-2003
La saison 2001-2002 du Championnat du Sénégal de football est la trente-septième édition de la première division au Sénégal. Les quatorze meilleures équipes du pays sont regroupées au sein d'une poule unique où elles s'affrontent deux fois, à domicile et à l'extérieur. À l'issue du championnat, les deux derniers du classement sont relégués et remplacés par les deux meilleurs clubs de Division 2.
C'est l'ASC Jeanne d'Arc, tenant du titre, qui remporte à nouveau le championnat cette saison après avoir terminé en tête du classement final, avec dix points d'avance sur SONACOS et treize sur l'ASEC Ndiambour. C'est le neuvième titre de champion du Sénégal de l'histoire du club.
Le vainqueur du championnat se qualifie pour la Coupe des clubs champions africains tandis que le vainqueur de la Coupe du Sénégal obtient son billet pour la Coupe des Coupes. Enfin, le deuxième du championnat se qualifie pour la Coupe de la CAF.

## Les clubs participants
| - US Gorée - Compagnie sucrière sénégalaise - ASC Port Autonome - AS Douanes - ASC Jeanne d'Arc - ASFA Dakar - AS Police - Promu de Division 2 | - ETICS Mboro - Promu de Division 2 - ASC Diaraf - US Rail - Dakar Université Club - SONACOS - ASEC Ndiambour - Stade de Mbour |

## Compétition
Le barème de points servant à établir les classements se décompose ainsi :
- Victoire : 3 points
- Match nul : 1 point
- Défaite : 0 point

### Classement
| Rang | Équipe                         | Pts | J  | G  | N  | P  | Bp | Bc | Diff |
| ---- | ------------------------------ | --- | -- | -- | -- | -- | -- | -- | ---- |
| 1    | ASC Jeanne d'ArcT              | 52  | 26 | 15 | 7  | 3  | 34 | 12 | +22  |
| 2    | SONACOS                        | 42  | 26 | 11 | 9  | 5  | 32 | 21 | +11  |
| 3    | ASEC Ndiambour                 | 39  | 26 | 10 | 9  | 6  | 18 | 15 | +3   |
| 4    | US Rail                        | 38  | 26 | 9  | 11 | 5  | 18 | 13 | +5   |
| 5    | AS DouanesC                    | 35  | 26 | 8  | 11 | 6  | 15 | 11 | +4   |
| 6    | ASC Diaraf                     | 33  | 26 | 8  | 9  | 8  | 16 | 20 | -4   |
| 7    | Stade de Mbour                 | 31  | 26 | 6  | 13 | 5  | 20 | 18 | +2   |
| 8    | AS PoliceP                     | 31  | 26 | 7  | 10 | 8  | 22 | 21 | +1   |
| 9    | Compagnie sucrière sénégalaise | 30  | 26 | 5  | 15 | 5  | 16 | 15 | +1   |
| 10   | Dakar Université Club          | 28  | 26 | 5  | 13 | 7  | 15 | 16 | -1   |
| 11   | ASC Port Autonome              | 27  | 26 | 6  | 9  | 10 | 19 | 26 | -7   |
| 12   | ASFA Dakar                     | 25  | 26 | 4  | 13 | 7  | 11 | 20 | -9   |
| 13   | US Gorée                       | 17  | 26 | 1  | 14 | 10 | 10 | 22 | -12  |
| 14   | ETICS MboroP                   | 15  | 26 | 0  | 15 | 10 | 17 | 33 | -16  |

|  | Qualification pour la Ligue des champions de la CAF 2003                         |
|  | Qualification pour la Coupe des Coupes 2003                                      |
|  | Qualification pour la Coupe de la CAF 2003                                       |
|  | Relégation directe en Division 2                                                 |
|  | T : Tenant du titre C : Vainqueur de la Coupe du Sénégal P : Promu de Division 2 |

## Bilan de la saison
| Championnat du Sénégal de football 2001-2002 |                             |
| Champion                                     | ASC Jeanne d'Arc (9e titre) |
| Coupes et trophées                           |                             |
| Vainqueur de la Coupe du Sénégal 2001-2002   | AS Douanes                  |
| Qualifications continentales                 |                             |
| Ligue des champions de la CAF 2003           | ASC Jeanne d'Arc            |
| Coupe des Coupes 2003                        | AS Douanes                  |
| Coupe de la CAF 2003                         | SONACOS                     |
| Promotions et relégations                    |                             |
| Promus en Division 1                         | ASC Linguère                |
| Promus en Division 1                         | ASC HLM de Dakar            |
| Relégués en Division 2                       | US Gorée                    |
| Relégués en Division 2                       | ETICS Mboro                 |